# Akysis longifilis
Akysis longifilis es una especie de pez de la familia Akysidae en el orden de los Siluriformes.

## Morfología
• Los machos pueden llegar alcanzar los 5,3 cm de longitud total.

## Distribución geográfica
Se encuentran en Asia: sur de Birmania.